# Духанівка
Духані́вка — село в Україні, у Бочечківській сільській громаді Конотопського району Сумської області. Населення становить 880 осіб. Колишній орган місцевого самоврядування — Духанівська сільська рада.

## Географія
Село Духанівка знаходиться біля витоків річки Щемля, нижче за течією, біля місця впадіння Щемлі в Сейм розташоване село Хижки. З північно-східної сторони села знаходиться луг, утворений шляхом меліорації боліт в радянські часи, поруч знаходяться озера Любнево, Вегень, Коничево. З південного боку проходить автомобільна дорога Т 1914.
Село розташоване  за 35 км від райцентру і за 12 км від залізничної станції Путійська.

## Історія
За даними на 1862 рік у казеному та власницькому селі Духанівка (Кротова Дуброва) Путивльського повіту Курської губернії мешкало 1287 особа (625 чоловіків та 662 жінки), налічувалось 60 дворових господарств.
Станом на 1880 рік у колишньому власницькому селі Гвинтівської волості мешкало 1092 особи, налічувалось 165 дворових господарств, існували православна церква.
Зараз кількість дворів у сільській раді — 586, жителів — 1234.
Село Духанівка відоме з середини XVII століття. Поблизу нього виявлено 10 поселень ранньої бронзової та залізної доби, раннього середньовіччя, а в урочищі Рудка — поселення неоліту. Біля села протікає річка Щимля — притока Сейму. На території Духанівки знаходяться 9 ставків загальною площею 3,2 га.
Історія виникнення назви села Духанівка має декілька легенд. У першій розповідається про те, що колись на цьому місці оселився монах, який жив, як кріт, виривши собі нору у піщаному пагорбі. Тому спочатку село називалося Кротовою Дібровою. А оскільки монах є духовною особою, село пізніше стали називати Духанівкою.
Друга легенда свідчить, що назване воно на честь місцевого пана Духова, який побудував у селі церкву та школу.
У третій легенді йдеться про духовних людей — монахів, які знайшли у цьому місці поклади глини, придатної для гончарного виробництва, залишилися тут жити і зайнялися гончарством, а засноване село перейменували на Духанівку.
Ще в давнину в селі була збудована кам'яна церква. Біля церкви була дзвіниця, що славилася своїми мелодійними дзвонами, які скликали селян на свята, били на сполох, сповіщаючи про пожежу. При в'їзді в село з боку Сейму була споруджена капличка, у якій теж відбувалися відправи. За переказами, збудована вона була на місці, де знайшли ікону, яку повінь принесла з Путивля. У селі існувала земська школа, яка знаходилася у звичайній дерев'яній хаті. Навчання в ній було безкоштовним Пізніше при церкві побудували цегляну будівлю платної школи для дівчаток. Після революції церковну школу добудували і обидві школи об'єднали в одну. Вона існує й до цього часу. Населення Духанівки споконвіку займалося землеробством і тваринництвом Було розвинуте садівництво, бджільництво, працювало багато млинів, також селяни займалися рибальством і полюванням Серед кустарних промислів виділялося ткацтво, гончарство, робили багато виробів з деревини.
У 1926 році у приватному будинку була відкрита початкова школа, для якої в 1934 було збудоване спеціальне приміщення. Початкову школу в 1947 році реорганізували в семирічку, а в 1965 році — у восьмирічку.
Сільська читальня була відкрита в 1925 році в одному з приватних будинків, а в 1932 році переведена в новозбудоване приміщення правління колгоспу. В цьому ж приміщенні розпочав роботу і сільський клуб.
У 1929 році в Бережному розпочалася примусова колективізація, і було створено перший колгосп "Вільний селянин". Першим головою колгоспу обрали Ляховченка Івана Григоровича, якому, завдяки організації громадського харчування, вдалося уберегти людей від голоду в 1932-33 роках (у селі помер лише один чоловік).
Колгосп мав все необхідне для ведення господарства, паровий млин, технікою забезпечувала Сахнівська МТС.
Мирна праця селян була перервана Німецько-радянською війною. З села на фронт пішло 172 чоловіки, 90 з них не повернулися. У 1965 році на честь загиблих односельчан та екіпажу з чотирьох радянських льотчиків, літаки яких були збиті в околицях села Анютине у жовтні 1943 року, збудували меморіал Слави.
У роки Німецько-радянської війни 725 жителів села пішли на фронт. Із них 268 не повернулися додому.
41 чоловік загинув, захищаючи Батьківщину у підпіллі та партизанському загоні С. А. Ковпака. З вересня 1943 року частини 226 стрілецької дивізії, долаючи сильний вогневий опір і відбиваючи контратаки ворога, форсували річку Сейм, захопивши при цьому переправи біля сіл Хижки і Мутин, а 5 вересня 1943 року разом із 248 окремою курсантською стрілецькою бригадою визволили Духанівку. У 226 стрілецькій дивізії воював уродженець і житель Духанівки Капустін Василь Федорович, якому випала честь визволяти рідне село.
Чотирма бойовими орденами нагороджений ветеран війни Ф. М. Цуканов, М. А. Кийков — кавалер ордена Слави трьох ступенів та ще трьох бойових орденів (помер у 1986 р.)
Під час визволення села смертю хоробрих загинули 35 чоловік. їхні імена та імена жителів села, які не повернулися з фронтів та партизанських загонів, увіковічені на плитах меморіалу. Нині на території сільради діє ПСП "Духанівське". Це одне з господарств району, яке працює стабільно, займається вирощуванням жита, пшениці, ячменю, вівса, гречки, проса, а також соняшнику та цукрових буряків. У тваринництві головне місце відводиться виробництву молока та м'яса. Господарство має свою пилораму, олійницю, млин, круподерку. За трудові успіхи майже 90 працівників села нагороджені урядовими нагородами.
Село постраждало внаслідок геноциду українського народу, проведеного окупаційним урядом СССР 1923-1933 та 1946-1947 роках.

## Сьогодення
На території сільської ради здійснюють діяльність: Духанівська сільська рада, сільськогосподарське підприємство ПСП "Духанівське" та ПП "Єраз", релігійні громади УПЦ. МП, фельдшерсько-акушерський та два фельдшерських пункти, дві загальноосвітні школи І-III та І-II ступенів, сільський Будинок культури та сільський клуб, бібліотека, приватні крамниці та поштове відділення.

## Населення

### Мова
Розподіл населення за рідною мовою за даними перепису 2001 року:
| Мова       | Кількість | Відсоток |
| ---------- | --------- | -------- |
| українська | 849       | 96.48%   |
| російська  | 25        | 2.84%    |
| румунська  | 4         | 0.45%    |
| білоруська | 2         | 0.23%    |
| Усього     | 880       | 100%     |

## Відомі люди
Духанівка пишається своїми славними земляками. Це Сіренко Михайло Дмитрович — кандидат біологічних наук, Бабич Василь Іванович — доктор технічних наук, Капустін Григорій Іванович — доктор історичних наук, Лісунов Микола Андрійович — міністр легкої промисловості, Вернидубов Іван Васильович — депутат Верховної Ради України, перший заступник голови Парламентського комітету з питань боротьби з корупцією та організованою злочинністю.
У переліку видатних людей — уродженців Духанівки — особливе місце посідає талановитий поет, член Спілки письменників СРСР Титов Микола Порфирович (1929-1967). Він прожив зовсім коротке життя, але своїми творами встиг заявити про себе як непересічний автор. Його твори і досі читаються із захопленням. А в Донбасі, де переважно жив і працював поет, він запам'ятався своєю увагою до літераторів-початківців. М. Титов часто друкував свої вірші у різних літературних часописах, надсилав їх і до сумської обласної газети.
Духанівська земля подарувала світу поетесу і журналістку Сонцеву Варвару Павлівну (1950-1981), чиє життя і творчість, на жаль, обірвалися дуже рано. Та не полишає земляків пам'ять про цю талановиту людину, не дають спокою написані нею вірші, особливо про рідну Сумщину, про кохання. Знають на Сумщині Борошнєва Володимира Олексійовича — художника, історика, краєзнавця. Він один із організаторів і учасник археологічних досліджень на Конотопщині, автор наукових розробок, публікацій, голова Конотопського Товариства Всеукраїнської спілки краєзнавців, лауреат премії ім. О. М. Лазаревського.
Багатьом знайомі твори майстрині художньої вишивки, уродженки Духанівки Капустіної Віри Михайлівни, яка нині мешкає у Конотопі. Роботи майстрині виставлялися у Конотопському краєзнавчому музеї, у Львові. "Вишивала моя мама, бабуся гарно вишивала і ткала. Вишиваю і я стільки, скільки себе пам'ятаю", — розповідає Віра Михайлівна.
Милують око чоловічі та жіночі рушники, сорочки, наволочки, скатертини, вишиті картини, ікони... Рукам і серцю майстрині притаманна народна мудрість, втілена у написах на рушниках: "Хай гріє серце доброта і ласка, хай вірність і любов не покида", "Ніжності, вірності лебединої", "На щастя на долю". Вражає орнаментальна майстерність і композиційне оздоблення тканин, які відчули дотик рукодільниці. З тонким смаком майстриня використала багатство кольорової палітри, коли вишивала два портрети Великого Кобзаря — для сина і для доньки. А ще один вишила і подарувала школі, де навчалися її діти.
Берегинями народної пісні називають учасниць фольклорного колективу "Криниченька", який уже майже 20 років існує в Духанівці. Біля його витоків стояли М. П. Суховєєва, А. В. Сіренко, П. І. Лісунова та інші сільські трудівниці, яких об'єднала палка любов до фольклору та народних традицій. По краплині, по зернятку учасниці ансамблю збирають народну пісенну творчість. Кожну нову розучену пісню вони намагаються проілюструвати театралізованими фрагментами із життя і побуту наших предків. Це і обряд весілля з розплітанням дівочої коси, і театралізоване дійство "Ой там, на товчку, на базарі..." Вражає чудове, яскраве вбрання учасниць ансамблю: вишивані сорочки і фартухи, спідниці і корсетки, намиста, у які завжди одягнені жінки під час виступу. Костюми шиють самі, та багато успадкували і від своїх предків. У багатьох духанівців на горищах чи в коморах і донині стоять ткацькі верстати й прялки.
"Криниченька" бере активну участь у районних мистецьких фестивалях і святах, представляє район на обласних і всеукраїнських заходах. Колектив був лауреатом телеконкурсу "Сонячні кларнети", виборов Гран-прі на II Всеукраїнському фестивалі сільської народної творчості "Мистецькі береги Ворскли", дипломантом обласного фестивалю "Ой заграйте, музиченьки", став лауреатом І Міжнародного фестивалю етнографічних регіонів України "Родослав" (м. Івано-Франківськ), вдало виступив на Другому Всесоюзному фестивалі-огляді творчих колективів "Просвіти". Ансамбль по праву носить високе звання "народний".

## Пам'ятки

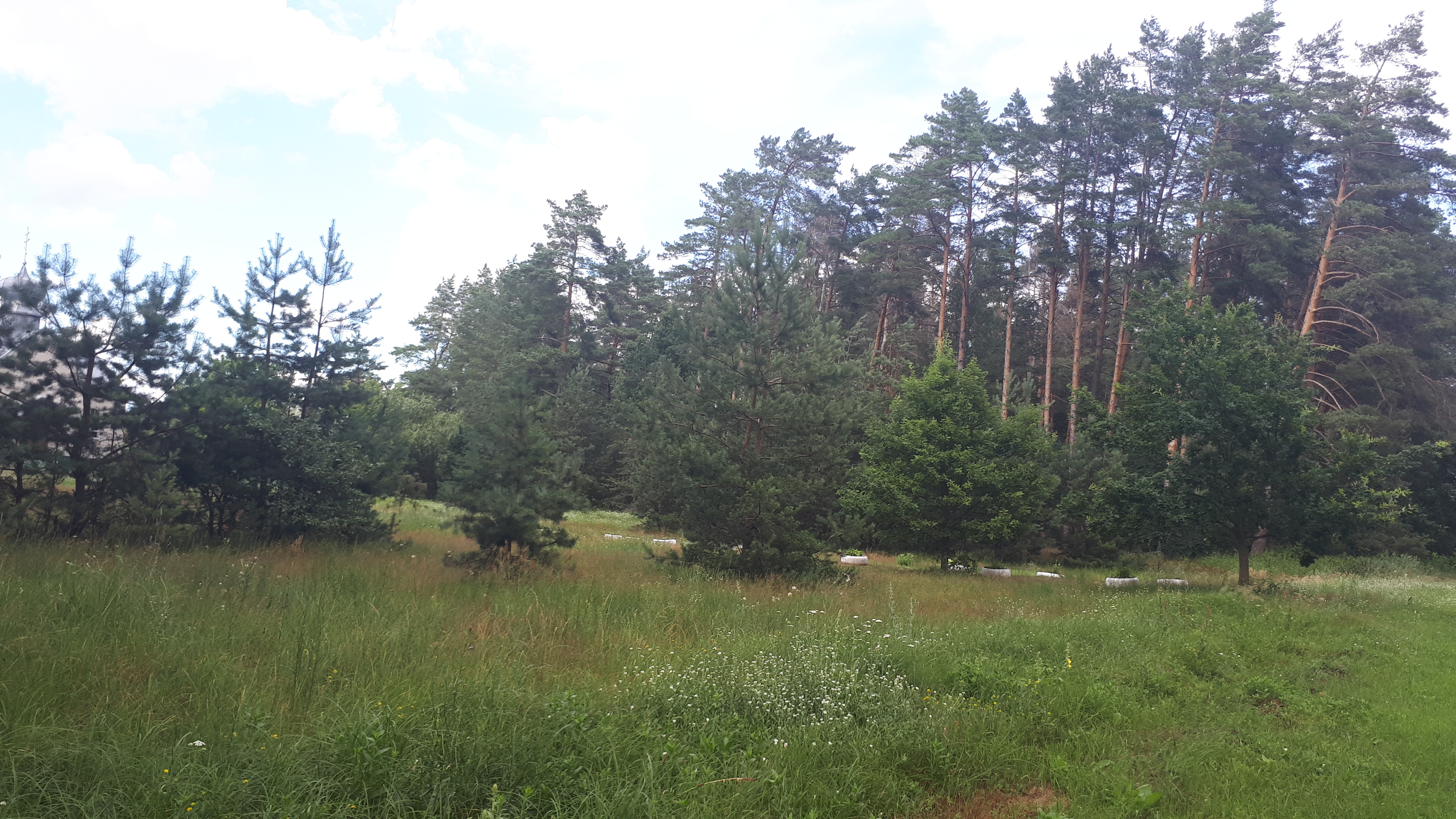
Духанівський заказник

- Духанівський заказник — ландшафтний заказник місцевого значення.